# (7838) Feliceierman
(7838) Feliceierman  es un asteroide perteneciente al cinturón de asteroides, descubierto el 16 de noviembre de 1993 por el equipo del Observatorio Astronómico de Farra d´Isonzo desde el propio Observatorio de Farra d´Isonzo, en Italia.

## Designación y nombre
Designado inicialmente como 1993 WA.
Nombrado  por Felice Ierman (1922-1996), padre del codescubridor de este planeta menor Giovanni Ierman, quien era un firme creyente en la ciencia y la tecnología que inspiró la pasión de su hijo por la astronomía. También contribuyó moral y materialmente a la construcción del primer observatorio Farra d'Isonzo.

## Características orbitales
Feliceierman orbita a una distancia media del Sol de 3,148 ua, pudiendo acercarse hasta 2,964 ua y alejarse hasta 3,332 ua. Tiene una excentricidad de 0,058 y una inclinación orbital de 21,107 grados. Emplea en completar una órbita alrededor del Sol 2040,01 días.

## Características físicas
Su magnitud absoluta es 13,00.Tiene 15,383 km de diámetro y su albedo se estima en 0,068.